# Tramway d'Épône à Mareil-sur-Mauldre
Le tramway d'Épône à Mareil-sur-Mauldre est une éphémère ligne de tramway à vapeur à voie métrique située dans l'actuel département des Yvelines en région île de France, qui reliait ces deux localités sur une distance de dix kilomètres environ à la fin du XIXe siècle.
Cette ligne faisait partie d'une concession portant sur une ligne de tramway de Versailles à Épône (32 km) accordée à la « société des chemins de fer sur route » le 7 mai 1879 par le préfet de Seine-et-Oise. Cependant face à l'opposition de la ville de Versailles, mais aussi à cause des difficultés financières de la société, seule la section d'Épône à Mareil-sur-Mauldre fut construite.
La mise en service de la ligne eut lieu le 1er juillet 1883, mais moins de trois semaines plus tard, le 19 juillet, la société des chemins de fer sur route est déclarée en faillite et le service est interrompu le 7 janvier 1884.
Diverses propositions de reprises de la « concession Versailles - Épône » sont étudiées à partir de mars 1884. Elles aboutiront finalement en 1896 à la concession d'une ligne de Versailles à Maule, le tronçon de Maule à Épône étant concédé seulement à titre provisoire en attendant l'ouverture de la ligne à voie normale de Plaisir-Grignon à Épône-Mézières à la compagnie des chemins de fer de l'Ouest qui devait intervenir en 1900. Aujourd'hui (en 2025) les deux villes sont reliées par la ligne N du Transilien en 11 minutes. 